# 70 років визволення України від фашистських загарбників (монета)
«70 ро́ків ви́зволення Украї́ни від фаши́стських зага́рбників» — ювілейна монета номіналом 5 гривень, випущена Національним банком України, присвячена вигнанню нацистських окупантів з України, яка опинилася в епіцентрі війни СРСР з нацистською Німеччиною та її союзниками. Українською землею прокотився руйнівний воєнний вал — міста і села були знищені, економіка зруйнована, людські втрати обчислювалися мільйонами. Воєнні дії відбувалися на території України протягом 40 місяців, битва за Україну складалася з 11 стратегічних і 23 фронтових операцій та завершилась 28 жовтня 1944 року повним звільненням її території від гітлерівців.
Монету введено в обіг 21 жовтня 2014 року. Вона належить до серії «Друга світова війна».
28 травня 2015 року монету визнано переможцем у номінації «Унікальне ідейне рішення» щорічного конкурсу «Краща монета року України» серед монет, які офіційно введені в обіг Національним банком України з 01 січня до 31 грудня 2014 року.

## Опис монети та характеристики
| Номінал грн. | Метал      | Маса, г | Діаметр, мм | Якість виготовлення       | гурт     | Тираж, штук |
| ------------ | ---------- | ------- | ----------- | ------------------------- | -------- | ----------- |
| 5            | нейзильбер | 16,54   | 35,0        | спеціальний анциркулейтед | рифлений | 30 000      |

### Аверс
На аверсі монети розміщено: угорі малий Державний Герб України, під яким написи — «УКРАЇНА/5 ГРИВЕНЬ/2014». У центрі розміщено рядки з вірша Павла Тичини: «Я ЄСТЬ НАРОД,/ЯКОГО ПРАВДИ СИЛА/НІКИМ ЗВОЙОВАНА ЩЕ НЕ БУЛА./ЯКА БІДА МЕНЕ,/ЯКА ЧУМА КОСИЛА! -/А СИЛА ЗНОВУ РОЗЦВІЛА…/ПАВЛО ТИЧИНА», праворуч від яких зображено польовий букет з волошок, колосся та червоного маку (використано тамподрук) та розміщено логотип Монетного двору Національного банку України.

### Реверс
На реверсі монети розміщено стилізовану композицію: дві жіночі фігури як уособлення скорботи та радості на тлі карти України (праворуч) та написи: «28/ЖОВТНЯ/1944», «22/ЧЕРВНЯ/1941» (ліворуч), «ВИЗВОЛЕННЯ/УКРАЇНИ/ВІД ФАШИСТСЬКИХ/ЗАГАРБНИКІВ» (унизу).

Весь тираж монети було випущено у буклетах

## Автори

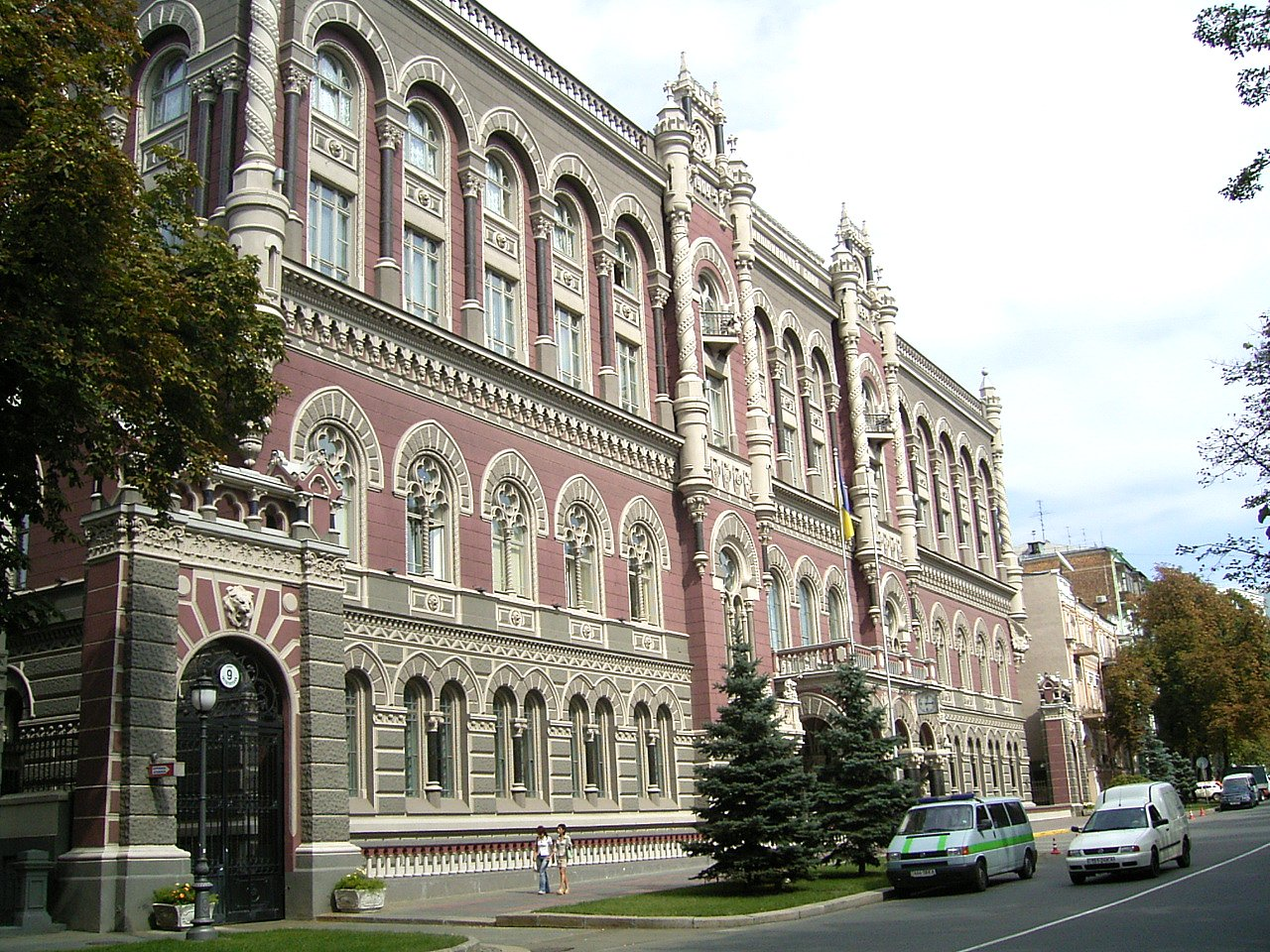
Будівля Національного банку України

- Художники: Таран Володимир, Харук Олександр, Харук Сергій.
- Скульптори: Дем'яненко Анатолій, Дем'яненко Володимир.

## Вартість монети
Під час введення монети в обіг у 2014 році, Національний банк України реалізовував монету через свої філії за ціною 25 (43 з буклетом) гривень.
Фактична приблизна вартість монети, з роками змінювалася так:
| Рік        | 2015 | 2016 | 2017 | 2018 | 2019 | 2020 | 2021 | 2022 | 2023 | 2024 | 2025 |
| ---------- | ---- | ---- | ---- | ---- | ---- | ---- | ---- | ---- | ---- | ---- | ---- |
| Ціна, грн. | 75   | 85   | 110  | 125  | 130  | 130  | 160  | 210  | 380  | 690  | 680  |